# Judith Butler

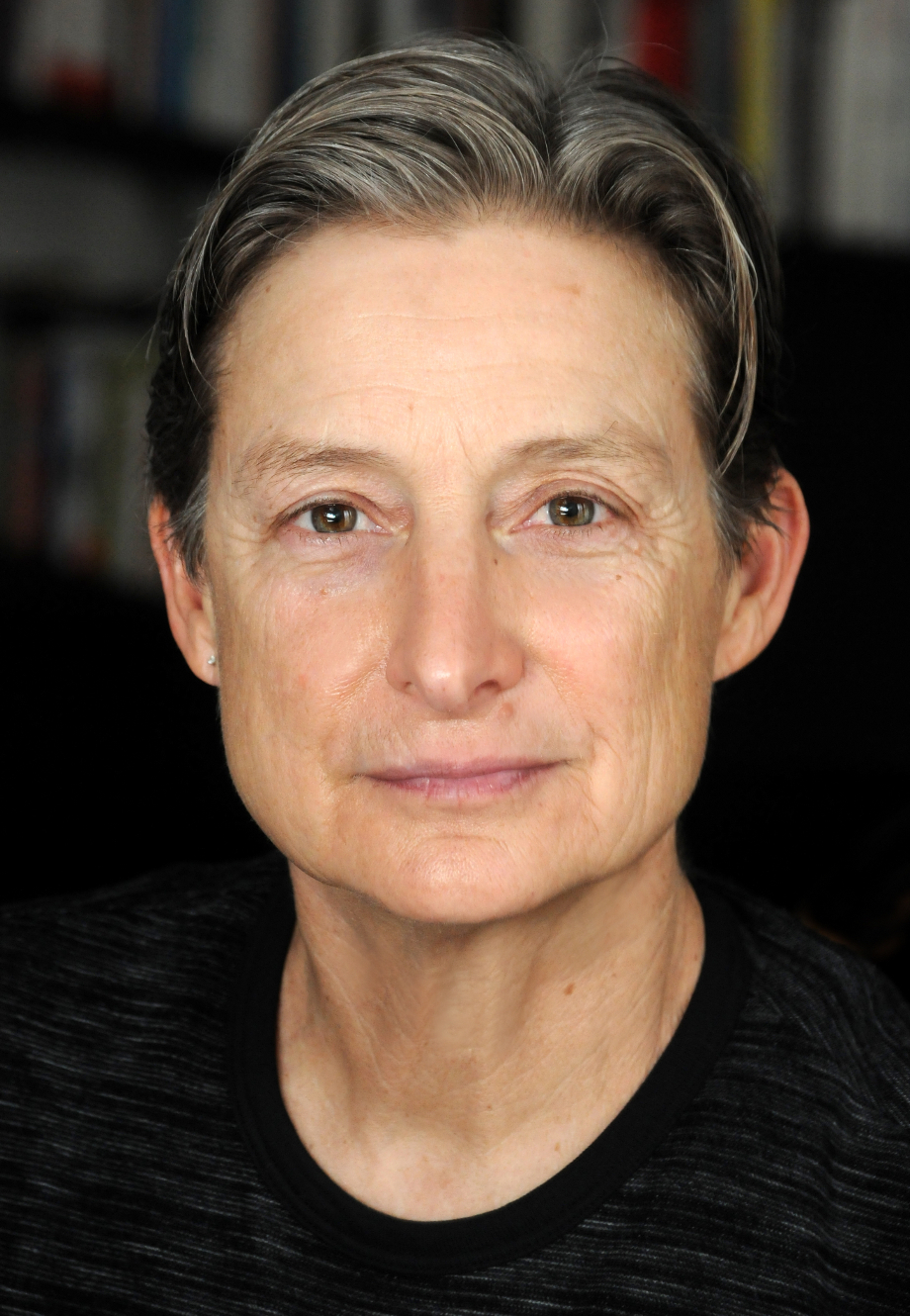
Judith Butler (2012)

Judith Butler (* 24. Februar 1956 in Cleveland, Ohio) ist eine US-amerikanische Person, die durch ihre philosophische und sozialwissenschaftliche Arbeit bekannt ist. Butler hat den Lehrstuhl für Rhetorik und Komparatistik an der University of California, Berkeley inne. Butlers einflussreiche sozialwissenschaftlich-philosophischen Arbeiten stehen in der Tradition des Poststrukturalismus und der Queer-Theorie.
Seit Ende der 1980er-Jahre finden Butlers Arbeiten zur feministischen Theorie internationale Aufmerksamkeit. Mit der Schrift Das Unbehagen der Geschlechter stieß Butler 1990 die Diskussionen um die Queer-Theorie an. Ein wichtiger Beitrag Butlers ist das performative Modell von Geschlecht. Demnach wird die Einteilung in die Geschlechtskategorien „männlich“ und „weiblich“ nicht als naturgegebene oder unausweichliche Absolutheit gesehen, sondern diese binäre Geschlechterordnung soziokulturell durch Wiederholung von Sprechakten und Inszenierungen konstruiert. Über die Geschlechterforschung hinaus hat Butler sich mit Fragen von Macht- und Subjekt-Theorien beschäftigt und seit 2002 mit der Ethik der Gewaltlosigkeit.
Butler publiziert und äußert sich regelmäßig zum Nahostkonflikt und löste in diesem Zusammenhang mehrere Kontroversen aus, etwa durch eine Aussage über die islamistischen Terrororganisationen Hamas und Hisbollah, die sie 2006 dem „progressiven Teil der globalen Linken“ zurechnete, und durch Statements nach dem Terrorangriff der Hamas auf Israel 2023, den Butler als „politischen Widerstand“ bezeichnete. Butler tritt für eine Ein-Staat-Lösung in Palästina ein und unterstützt die Ziele der Kampagne Boycott, Divestment and Sanctions (BDS).

## Jugend, Religion, Familie
Judith Butler wuchs in Cleveland (Ohio) auf. Butlers Eltern, eine Wirtschaftswissenschaftlerin ungarischer Herkunft und ein Zahnarzt aus Russland, waren praktizierende Juden und politisch engagiert. Butler besuchte eine jüdische Schule, erlernte die hebräische Sprache und nahm Unterricht in jüdischer Ethik, den Butler als die erste philosophische Schulung bezeichnete. Mit vierzehn Jahren las Butler philosophische und theologische Schriften, unter anderem von Baruch de Spinoza, Martin Buber, Paul Tillich, John Locke und Montesquieu. Mit sechzehn Jahren hatte Butler ein Coming-out.
Nach Eigenangaben von 2012 gehört Butler der Kehillah Community Synagogue im kalifornischen Oakland an. Butler lebt mit der US-amerikanischen Politologin Wendy Brown zusammen. Sie haben einen Sohn (* 1995).
Butler definiert sich etwa seit 2019 als nichtbinär und verwendet im Englischen die Pronomen they/them. Im September 2021 merkte Butler an, dass es zur Zeit der Veröffentlichung des Buches Gender Trouble 1990 noch keine Geschlechtskategorie für nichtbinäre Personen gab (nonbinary), aber jetzt würde Butler sich dort einordnen.

## Akademischer Werdegang
Butler besuchte das Bennington College, bevor Butler an die Yale University wechselte. Von 1974 bis 1982 studierte Butler dort vor allem Kontinentalphilosophie, las Karl Marx und Georg Wilhelm Friedrich Hegel, Martin Heidegger und Maurice Merleau-Ponty sowie Autoren der Frankfurter Schule. 1978/1979 absolvierte Butler mit einem Stipendium des Fulbright-Programms ein akademisches Jahr an der Universität Heidelberg, wo Butler die Studien zum Deutschen Idealismus vertiefte. Über das Women’s Studies Programm in Yale, zu dessen Etablierung als reguläres Lehrangebot Butler beitrug, kam Butler in Kontakt mit dem Poststrukturalismus. Nach Abschluss des Studiums begann Butler eine Lehrtätigkeit an der Yale University und wurde dort 1984 mit einer Dissertation über den Begriff der Begierde bei Hegel und seiner Rezeption bei Alexandre Kojève, Jean Hyppolite und Jean-Paul Sartre promoviert.
Ab 1985 erhielt Butler ein Postdoc-Stipendium der Wesleyan University, hatte von 1986 bis 1989 eine Assistenzprofessur für Philosophie an der George Washington University und von 1989 bis 1991 an der Johns Hopkins University inne. In dieser Zeit veröffentlichte Butler erste Essays, ab 1988 insbesondere zu feministischen Theorien. 1990 erschien Butler Buch Gender Trouble: Feminism and the Subversion of Identity (deutsch Das Unbehagen der Geschlechter), das breit und kontrovers rezipiert wurde und Butler internationale Beachtung brachte. 1991 erhielt Butler eine reguläre Professur für Humanwissenschaften an der Johns-Hopkins-Universität. 1993 wechselte Butler an die University of California, Berkeley, wo eine Professur für Rhetorik folgte. 1998 erhielt Butler den Maxine-Elliot-Lehrstuhl für Rhetorik und Vergleichende Literaturwissenschaft dieser Universität. 2012 trat Butler an der Columbia University in New York eine Gastprofessur im Fachbereich für Englisch und Vergleichende Literatur an.
Neben Gender Trouble wurden vor allem Butlers Schriften Bodies that matter: On the Discursive Limits of Sex, erschienen 1993, deutsch 1995 unter dem Titel Körper von Gewicht, das 1997 veröffentlichte Excitable Speech: A politics of Performative, deutsch 1998 als Haß spricht, und Antigone’s Claim: Kinship Between Life and Death, erschienen 2000, deutsch 2001 als Antigones Verlangen, vielfach rezipiert. 2002 wandte sich Butler dem Projekt einer Theorie des moralischen Subjekts zu. In Butlers ersten umfangreichen Veröffentlichung zur Moralphilosophie, Kritik der ethischen Gewalt. Adorno Vorlesungen 2002, erschienen 2003, in der englischen Fassung 2005 unter dem Titel Giving an Account of Oneself, bietet Butler einen Umriss einer neuen ethischen Praxis, die der Notwendigkeit kritischer Autonomie entspricht.

## Feministisches Engagement
Judith Butler nimmt als feministische Theoretikerin seit 1979 auch aktiv an der Frauenbewegung teil. Ab Mitte der 1980er-Jahre trat Butler gegen die durch die sogenannte AIDS-Krise ausgelösten homophoben Stimmungen auf und unterstützte die Bewegung Act Up.

## Denken und Werk

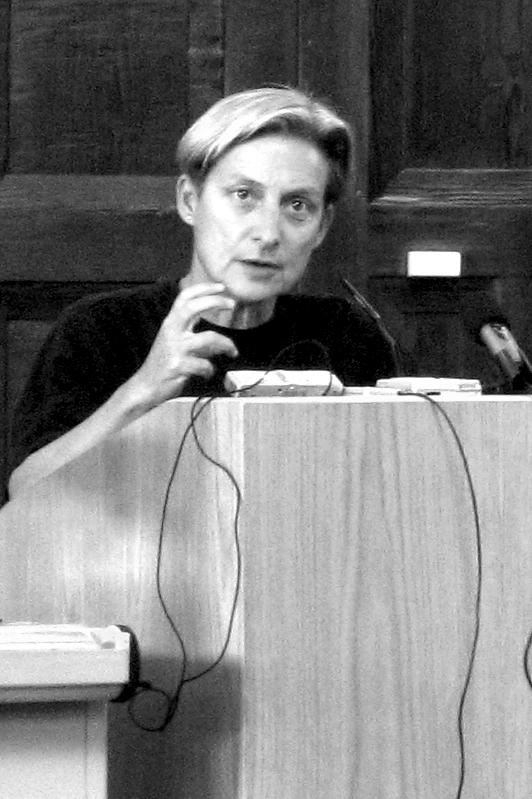
Butler an der Universität Hamburg (2007)

Judith Butler gilt als Philosophin, die verbreitete Denkgewohnheiten dekonstruiert und Konzepte, wie das Denken in Kategorien von Körper und Identität, neu fasst. Ausgangspunkt von Butlers Theorien ist die Auseinandersetzung um die Verschränkung von Subjekt und Macht. Butler geht, in Anlehnung an Michel Foucault und John Austin, von der Annahme einer „Wirkmächtigkeit von Diskursen“ und der „performativen Kraft von Sprache“ aus. Diskursive und sprachliche Macht ist das „fundamentale Konstruktionsprinzip von Wirklichkeit“. Daraus entwickelt Butler als zentrale These, dass Körper nicht unabhängig von kulturellen Formen existieren: auch wenn sie als naturgegeben erscheinen, sind sie das Konstrukt normativer Ideale. In verschiedenen Werken, wie Das Unbehagen der Geschlechter (1990), Körper von Gewicht (1993) und Hass spricht (1997), arbeitet Butler dieser These entsprechend heraus, dass in dem performativen Modell von Geschlecht die Kategorien männlich und weiblich als Produkt einer Wiederholung von Sprechakten verstanden werden und nicht als natürliche oder unausweichliche Materialisierungen.
Das Werk von Butler wird in der einführenden Literatur in inhaltlich voneinander abgrenzbaren Komplexen besprochen, um die grundlegenden Charakteristika nachzuzeichnen. Als die wichtigsten darin gelten:
- das theoretische Gedankengebäude, das auf Überlegungen bekannter Denker gründet, von denen aus Butler die eigene sprachphilosophische und diskursanalytische Position entwirft;
- die Kritik am Identitäts- und Subjektbegriff, einschließlich der Kritik an einem normativen Geschlecht und einem heterosexuellen Zwangsbild;
- die spezifisch feministische Theorie, welche die normierende Wirkung des zweigeschlechtlichen Denkens aufzeigt und in der Geschlechterforschung verankert;
- die philosophische Dimension mit den subjekttheoretischen Annahmen der performativen Machtwirkungen, aber auch der normativen Grenzen des Subjekts;
- die politischen Strategien, die sich sowohl aus Butlers Kritik am Identitäts- und Subjektbegriff wie aus der Kritik an ethischer und staatlich-kriegerischer Gewalt ergeben.

### Diskurstheorie
Butler beschäftigt sich mit der Frage nach dem Verhältnis von Subjekt, Körper und Macht. Die Kernvorstellung hierbei ist, dass Worte die Macht besitzen, Dinge – wie etwa den biologischen Körper – aus einer Begriffssubstanz heraus zu schaffen. Materie und Körper als apriorische Voraussetzungen von Sprache oder (allgemeiner) Zeichen werden infrage gestellt. Die dadurch verursachte neuerliche Ungewissheit bezüglich der Erzeugungsart körperlicher Materialität wird sprachphilosophisch gelöst. Ausgangspunkt ist hier die Annahme, dass Diskurse körperliche Gestalt formen. Dieser Vorgang wird mit Hilfe der Begriffe Materialisierung und Performativität erklärt. Mit dieser Theorie geht Butler von einer Subjektkonzeption nach Hegel aus und nimmt Bezug auf Foucault, Friedrich Nietzsche, Louis Althusser und Sigmund Freud. Butler vertritt die Ansicht, dass das Subjekt erst durch die Macht erzeugt wird. Den Begriff der Performativität verwendet Butler in Anlehnung an John Austin, der diejenigen Akte als performative Sprechakte bezeichnet, die das, was sie benennen, in Kraft setzen. Worte als performative Akte besitzen nicht nur die Macht, etwas zu beschreiben, sondern besitzen handlungsartige Qualität, indem sie das, was sie bezeichnen, auch vollziehen. Worte oder Sprache nehmen hier also den Charakter einer sozialen Tatsache an, wie z. B. die Aussage Es ist ein Junge, der einen bezeichneten Körper einer Kategorie wie etwa Geschlecht zuordnet. Dabei knüpft Butler explizit an Louis Althussers
Konzept der ideologischen Interpellation an, das den Prozess der Subjektwerdung mit der Unterwerfung unter die ideologischen Apparaten (Familie, Schule usw.) in eins setzt.

### Feministische Theorie

#### Das Unbehagen der Geschlechter
Im Zentrum der Rezeption von Butlers Feministischer Theorie steht das 1990 veröffentlichte Buch
Das Unbehagen der Geschlechter (original Gender Trouble: Feminism and the Subversion of Identity). Darin führt Butler aus, dass die bestehende Geschlechterordnung mit ihrer Unterscheidung in verständliche und unverständliche Geschlechter die soziale Zuschreibung von Geschlecht erst bewirke und die „heterosexuelle Matrix“ ihre eigene Stabilisierung produziere. Auch die feministische Theorie bediene sich in Ansätzen dieser Terminologie, wenn sie Frauen als Gruppe mit gemeinsamen Merkmalen und Interessen betrachte. Dabei würden trennende – ethnische, kulturelle, klassenspezifische u. a. – Differenzen übersehen und darüber hinaus ein binäres System der Geschlechterbeziehungen impliziert. Butler bezeichnet die feministische Forschung an dieser Stelle als inkohärent, zumal Anhänger des Feminismus einerseits darin übereinstimmten, dass Anatomie kein Schicksal sei, andererseits aber ein binäres System der Geschlechtlichkeit (männlich/weiblich) tradierten, das die Auffassung einer patriarchalen Kultur verfestige. Die Hervorhebung der Differenz der Geschlechter stehe zudem der feministischen Forderung nach Gleichheit grundsätzlich entgegen, die maskuline Asymmetrie der Geschlechter werde lediglich umgekehrt:

„Die feministische Kritik muss einerseits totalisierende Ansprüche einer maskulinen Bedeutungs-Ökonomie untersuchen, muss aber andererseits gegenüber den totalisierenden Gesten des Feminismus selbstkritisch bleiben. Der Versuch, den Feind in einer einzigen Gestalt zu identifizieren, ist nur ein Umkehrdiskurs, der unkritisch die Strategie des Unterdrückers nachahmt, statt eine andere Begrifflichkeit bereitzustellen.“

Butlers erkenntnistheoretischer Ausgangspunkt ist die dekonstruktivistische Geschlechterforschung (Gender Studies), nach der angeblich natürliche Sachverhalte diskursiv durch kulturelle Denksysteme und Sprachregeln bestimmt sind, ebenso wie durch wissenschaftliche Diskurse und politische Interessen. Butler stellt die biologische, binäre Konstruktion der Zweigeschlechtlichkeit radikal in Frage und sprengt jede kausallogische Fundierung von körperlichen Geschlechtsmerkmalen und sozialer Geschlechtsidentität. Damit wendet Butler sich konsequent von der feministischen Idee einer Unterscheidung von sozialem (Gender) und biologischem Geschlecht (Sex) ab.
Diskurse über die eindeutige Geschlechtszuweisung finden, so Butlers Darstellung, immer wieder statt und sind deshalb Veränderungen unterworfen. So ist die Einordnung in eine geschlechtliche Norm insoweit instabil, als die Norm an sich bereits durch Diskurse ebenso verändert wird wie die Zuordnung zu ihr. Eine kritische Genealogie der Geschlechterontologie, die die Veränderbarkeit und die Historizität von Natur und Kultur belegt, wird bei Butler nicht explizit dargestellt. Allerdings beruft sich Butler auf eine kulturelle Matrix der Intelligibilität, die das Geschlecht auf einen Körper zurückführt und ihn der Norm unterwirft. Körper sind für Butler hier Gegenstände, die allein mittels Verstand und Vernunft vorgestellt werden können, also Konzepte und Konstrukte, die in der Gesellschaft akzeptiert und dadurch sichtbar und wahrnehmbar werden, wie etwa das heteronormative Modell der binären Geschlechtlichkeit. Diese Vorstellungen werden in einer Matrix des Sozialen gedacht, einem feinen Netz von Diskursen und Machtstrategien, die um einen (diskursiv hervorgebrachten) Gegenstand gespannt werden.

#### Körper von Gewicht
In dem 1993 erschienenen Buch Bodies that matter, in Deutschland 1995 unter dem Titel Körper von Gewicht, präzisiert Butler, wie es zu einer besonderen Bedeutung eines Körpers, einer Identität oder eines Subjekts kommen könne, die das Andere ausschließe. Butlers Erklärung ist, dass die Unterwerfung unter eine gesellschaftliche Vorstellungsmatrix, die von binärer Körperdifferenz ausgeht, verlangt, dass andere, nicht einzuordnende Formen abgelehnt werden. Das Verworfene sind die abgelehnten, nicht lebbaren Möglichkeiten des sozialen Lebens, deren Ausschließung das akzeptierte Subjekt konstituiert. Zurückgewiesene, nicht lebbare Körper werden zur Bedingung derjenigen, „die sich mit der Materialisierung der Norm als Körper qualifizieren, die ins Gewicht fallen“.

#### Die Macht der Geschlechternormen
Mit der 2004 erschienenen Schrift Undoing Gender (deutsch Die Macht der Geschlechternormen und die Grenzen des Menschlichen 2009) zeigt Butler auf, dass die Konzeption von Geschlecht und Sexualität diese nicht als individuelles Eigentum (Doing Gender), sondern als Instrument der Enteignung (Undoing Gender) ausweist. Butler stellt den Begriff der Performativität an konkreten Beispielen dar und schildert in dem Essay Jemandem gerecht werden das Schicksal von David Reimer, der nach einer missglückten Beschneidung als Mädchen aufgezogen und hormonell und operativ behandelt wurde. Mit Eintritt der Pubertät aber widersetzte er sich, lebte fortan als Junge und unterzog sich schließlich einer konträren Behandlung. Nach Butler ging es bei dem Fall Reimer um einen Normalisierungsdiskurs, der auch mit dem Mittel der Gewalt vorgeht, um verschiedene Vorstellungen eines angemessenen Geschlechts durchzusetzen.
In dieser Schrift verschiebt Butler den Fokus der bisherigen Arbeiten auf die Bedeutung leidenschaftlicher Begegnungen und stellt primär die Kontingenz und Sozialität erotischer Identitätsaspekte dar. Butler nutzt dies, nach Talia Bettcher, um den theoretischen Standpunkt zur nicht gegebenen persönlichen Autonomie aufzuzeigen.

### Politische Theorie
Butlers frühe politische Philosophie wird unter dem Titel Politik des Subversiven zusammengefasst. Im Mittelpunkt steht darin die Queer-Theorie, die Sexualität als strukturelle Dimension des Sozialen, Politischen und Kulturellen ansieht. Queer Studies und Queer politics als angewandte und öffentliche Ausdrücke der Theorie eröffnen Handlungsoptionen, denn wenn man in der Performativität die soziale Wirkmächtigkeit von Sprechakten erkennt, so sind auch deren Veränderungen denkbar. Durch eine Wiederverwendung und Neudeutung von Denkfiguren über Identität und Norm werden sozial autorisierte Körper/Subjekte von Gewicht durch eine durchbrechende performative Verschiebung entwertet. Die subversiven Wiederholungen bieten die „Möglichkeit des Sprechakts als Akt des Widerstands“.
Konsequent verweigert Butler auch in Butlers politischen Denken die Unterscheidung von sex und gender. Durch Dekonstruktion gelte es, Spielraum für ein Erproben von alternativen Geschlechtsidentitäten, queer identities, zu schaffen. Queer ist hierbei nicht als ständig wechselbare Identität gedacht. Ziel sei vielmehr, die Kontingenz von anatomischen Körpermerkmalen und performativer Geschlechtsidentität aufzuzeigen und zur Geschlechter-Verwirrung anzustiften. Damit können Strategien der Vervielfältigung mobilisiert werden, die die Festlegung von Geschlechtsidentitäten angreift und überschreitet. Butlers Konzept der Subversion setzt voraus, dass Subjekte, die in der alltäglichen Wahrnehmung ihrer Arbeits- und Lebenswelt die vorgegebene Geschlechtsidentität annehmen, zwangsläufig inkohärente Konfigurationen erzeugen, die durch die Valenz überschneidender und widersprüchlicher Diskurse Widerstand hervorrufen. Durch diese Koexistenz der Diskurse entsteht die Möglichkeit der Rekonfiguration und Neu-Einsetzung: zum Beispiel durch Parodie, Travestie oder andere experimentelle Praktiken.
Ab Ende der 1990er-Jahre, und insbesondere nach den Terroranschlägen vom 11. September 2001, rückten Fragen der Ethik in den Mittelpunkt von Butlers Werk. Aufbauend auf Butlers subjekttheoretischen Fragestellungen, die Butler in Haß spricht 1998 entwickelt hat, und angelehnt an die humanistische Philosophie Emmanuel Levinas’, zeichnet Butler das Bild eines menschlichen Subjekts, das sich im Angesicht des Anderen bewusst wird. Im Gegenüber erkennt die nicht autonome und nicht selbstbestimmte Existenz ihr eigenes Ausgeliefertsein, ihre Unzulänglichkeit und ihre Verletzbarkeit. Dies aber bietet den Anreiz für gewaltförmige Übergriffe gegen kulturell Andere, für Formen von Hassrede (hate speech) und ethischer Gewalt. Die Beziehung ist übertragbar auf Gruppen und Nationen, wenn „diese einander ausgeliefert und in wechselseitigen Verwundbarkeitskonstellationen verwickelt sind“. In der Gruppenzugehörigkeit wird Gewalt auch immer zu einer Frage nach dem kulturellen Rahmen, in dem eine Hierarchie des Menschlichen produziert wird:

„Bestimmte Menschenleben werden in hohem Maße vor Verletzung geschützt, und die Nichtachtung ihrer Ansprüche auf Unversehrtheit reicht aus, um Kriegsgewalten zu entfesseln. Andere Menschenleben werden nicht so schnell und entschlossen Unterstützung finden und werden nicht einmal als ‚betrauernswert‘ gelten.“

Eine Gegenstrategie sieht Butler in der skizzierten Ethik der Gewaltlosigkeit. Konzepte von Gefährdung, Ausgeliefertsein und Verletzbarkeit sollen durch Hinwendung zum Anderen durchbrochen werden, was impliziert, auf der Basis einer radikalen Gewaltfreiheit für gerechtere und demokratischere Formen sowohl der Wahrnehmung wie der Anerkennung einzutreten. Die Gewaltlosigkeit begründet Butler durch eine Kritik am Individualismus in der Butler zu dem Schluss kommt, dass Gewalt gegen andere auch Gewalt gegen einen selbst ist, weil ein Mensch immer nur in Relation zu anderen existiert. Die Selbstverteidigung sieht Butler kritisch, da sie voraussetzt, dass es Personen gibt, die nicht zu diesem „Selbst“ gehören und nicht beschützt werden. In Bezug auf Walter Benjamin ist Butler davon überzeugt, dass der Begriff „Gewalt“ nicht abschließend zu definieren ist, denn dadurch würden die verschiedenen Perspektiven verloren gehen, aus denen er betrachtet wird.

## Positionen zu Israel und Palästina
Seit 2004 tritt Butler für die Ein-Staat-Lösung ein, so in der Rede auf der Konferenz 2nd International Conference on An End to Occupation, A Just Peace in Israel-Palestine: Towards an Active International Network in East Jerusalem. Dabei bezog Butler sich auf frühere Vorstellungen Martin Bubers und Hannah Arendts. In dem binationalen Staat Israel-Palästina sollen Butlers Vorstellung nach die Grundprinzipien einer Demokratie verwirklicht sein.
2006 sorgte Butler mit Aussagen über die Terrororganisationen Hamas und Hisbollah für Aufsehen, die Butler als „progressive soziale Bewegungen“ und „Teil der globalen Linken“ bezeichnete (siehe: Auszeichnungen und Kontroversen).
Seit März 2009 engagiert Butler sich für das neu gegründete Russell-Tribunal zu Palästina und unterstützt die Kampagne Boycott, Divestment and Sanctions (BDS), nach eigener Aussage „nicht ohne Vorbehalte“. Butler lehnt Diskriminierung einzelner Personen aufgrund ihrer Staatsangehörigkeit ab und arbeitet weiterhin mit Israelis in akademischen Projekten zusammen. Butler ist Mitglied in einer jüdischen Reformgemeinde, sitzt im Beirat der Jewish Voice for Peace (JVP) und im Vorstand der Faculty for Israel-Palestinian Peace in the US. Für das 2017 von der JVP herausgegebene Buch On Antisemitism: Solidarity and the Struggle for Justice in Palestine schrieb Butler das Vorwort. Unter Hinweis auf strikt antinationalistische Formen des jüdischen Internationalismus und Formen jüdischen Lebens in der Diaspora, die dauerhafte Gemeinschaften in multikulturellen Umgebungen hervorgebracht haben, wendet Butler sich gegen eine Sichtweise, die den Staat Israel mit dem jüdischen Volk gleichsetzt oder diesen als einzigen „politisch legitimierten ‚Repräsentanten der Juden‘“ begreift.
Nach dem Terrorangriff der Hamas auf Israel 2023 veröffentlichte Butler einen Essay unter dem Titel The Compass of Mourning („Der Kompass der Trauer“), in dem Butler dafür plädierte, die Angriffe der Hamas in einen Kontext zu setzen. Israel sei ein „Apartheidsstaat“ mit einem „genozidalen Militär“ und der Nahostkonflikt eine 70-jährige Geschichte der Unterdrückung Palästinas. Butler verurteilt die Gewalt der Hamas, vermeidet dabei jedoch Begriffe wie Terror oder Antisemitismus. Der Artikel wurde im deutschen Feuilleton mehrfach kritisiert: Christian Geyer-Hindemith schrieb in der FAZ, dass Butler durch die Kontextualisierung „einzelne Greueltaten zum Verschwinden bringe“, Thomas E. Schmidt sprach in der Zeit von „Schuldumkehr“, Anna Mayr schrieb ebenfalls in der Zeit: „zig Absätze lang immer wieder das Gleiche: Die Gewalt ist durch nichts zu rechtfertigen, und man muss dennoch die Gewalt der Besatzungsmacht Israel sehen. Es wird deutlich, dass sie [sic] (nachvollziehbarerweise) nicht weiß, wohin sie noch denken soll.“ Laut Deborah Hartmann und Tobias Ebbrecht-Hartmann ordnet Butler die Massaker der Hamas in eine „Geschichte unterschiedsloser Gewalt“ ein. Statt innezuhalten und die Folgen der Gräueltaten zu reflektieren, die darauf abzielten, „den Kern des menschlichen Grundvertrauens, sich in der Welt sicher zu fühlen“, zu zerstören, leite Butler dazu an, sie „schnell zu den alten Koordinaten des israelisch-palästinensischen Konflikts zurückzuführen.“ Der deutsche Erziehungswissenschaftler Daniel Burghardt urteilt, Butlers „Kompass der Trauer“ stehe „neben einem postkolonialen Magneten, der die Sicht auf den globalen Antisemitismus verzerrt“.
Butler unterzeichnete den offenen Brief Philosophy for Palestine, der am 1. November 2023 erschien, in dem es unter anderem heißt:

„Wir sind eine Gruppe von Philosophieprofessoren in Nordamerika, Lateinamerika und Europa, die sich zu Wort meldet, um öffentlich und unmissverständlich unsere Solidarität mit dem palästinensischen Volk zum Ausdruck zu bringen und um das anhaltende und rasch eskalierende Massaker anzuprangern, das Israel mit voller finanzieller, materieller und ideologischer Unterstützung unserer eigenen Regierungen gegen den Gazastreifen verübt. […] Menschen, die ein Gewissen haben, müssen ihre Stimme gegen diese Gräueltaten erheben. Das ist kein schwieriger Schritt; viel schwieriger ist es für uns, uns schweigend und mitschuldig von einem sich entfaltenden Völkermord abzuwenden. […] Die Blockade des Gazastreifens dauert seit 16 Jahren, die Besetzung des Westjordanlands und des Gazastreifens seit 56 Jahren und die Enteignung der Palästinenser von ihrem Land und ihren Häusern im gesamten historischen Palästina seit einem dreiviertel Jahrhundert, seit der Gründung Israels als ethnisch-suprematistischer Staat im Jahr 1948 an. Nicht ohne Grund bezeichnen Beobachter […] Israels Kontrolle über das Land vom Jordan bis zum Mittelmeer heute als ein System der Apartheid.“

Der Brief wurde von mehr als 200 Wissenschaftlern unterschrieben, darunter Linda Martín Alcoff, Louise Antony und Étienne Balibar. Im Januar 2024 unterschrieb Butler einen Aufruf zum Boykott deutscher Kultureinrichtungen unter dem Label „Strike Germany“ aufgrund der Unterstützung Israels durch die deutsche Gesellschaft. In dem Aufruf war von einer „McCarthy-Politik“ der deutschen Kulturinstitutionen die Rede, „die das Recht auf freie Meinungsäußerung und insbesondere die Solidarität mit Palästina unterdrücken“.
Im März 2024 bezeichnete Butler den Terrorangriff der Hamas als „Akt des politischen Widerstands“, „einen Aufstand aus einer Position der Unterdrückung heraus gegen einen gewalttätigen Staatsapparat“. Das Massaker sei „kein terroristischer Angriff, und es ist keine antisemitische Attacke.“ Trotz zahlreicher Aussagen von Betroffenen und Berichten über systematische sexuelle Gewalt durch die Hamas forderte Butler hierfür Beweise ein. Im Oktober 2024 gehörte Butler zu den Unterzeichnern eines Aufrufs zum Boykott israelischer Kulturinstitutionen, „die an der überwältigenden Unterdrückung der Palästinenser mitschuldig sind oder diese stillschweigend beobachtet haben“.
Im Februar 2025 wurde eine ganzseitige Anzeige in der New York Times veröffentlicht: »Trump hat die Ausweisung aller Palästinenser aus dem Gazastreifen gefordert. Jüdische Menschen sagen Nein zur ethnischen Säuberung!« Die öffentliche Erklärung war von mehr als 350 US-amerikanischen Rabbinern unterzeichnet sowie von jüdischen Künstlern, Schriftstellern und Aktivisten, darunter Judith Butler, Tony Kushner, Ilana Glazer, Joaquin Phoenix, Naomi Klein, Rebecca Alpert, Peter Beinart.

## Rezeption
Die Rezeption von Butlers Werk konzentriert sich vor allem auf die Schrift Das Unbehagen der Geschlechter, in Teilen noch auf Körper von Gewicht. Diese haben auch über die akademische Welt hinaus Verbreitung gefunden. Paula-Irene Villa zufolge wurde Butler Ende der 1980er-Jahre zu einem regelrechten akademischen Star der feministischen Theorie, doch sei Butler auch außerhalb des feministischen Umfelds von Bedeutung, weil Butler den Geschlechtsbegriff als Folie für fundamentale Argumentation zum Subjekt, in der Sprache wie zur Wirkung von Macht benutze. Für ein Verständnis von Butlers Theorien müsse man Butlers Positionierung im politischen und intellektuellen Kontext der USA sehen.
Butlers Beiträge gelten vor allem innerhalb der feministischen und kritischen Theoriebildung als einflussreich. Da Butler die Kategorie Frau als Subjekt des Feminismus in Frage stellt, löste Butler, auch in Deutschland, erbitterte Debatten unter feministischen Theoretikerinnen aus. Ein zentraler Einwand an der „Dekonstruktion eines mit sich selbst identischen Subjekts“ bemängelt, dass Butler nicht zwischen Sprache und Praxis trenne, was Butlers Zentrierung auf eine sprachlich-diskursive Subjektbildung hermetisch mache. Butlers machttheoretischen Analysen mangele es an historisch-gesellschaftlicher Fundierung. Zudem verkürze Butler den Feminismus zu einer Debatte über symbolische Repräsentationsformen von Geschlecht, anstatt sich auf Themen zu konzentrieren, die Frauen wirklich betreffen. Geschlecht bilde nun mal einen wesentlichen Teil vieler individueller Identitäten, deren Umgestaltung käme für die meisten Frauen nicht in Frage.
Auch die Publizistin Alice Schwarzer übt Kritik an Butler: „Radikale Gedankenspiele“ hinsichtlich der eigenen Identität würden nichts daran ändern, dass eine Frau von anderen als solche wahrgenommen und entsprechend behandelt wird. Die Auflösung der Identität Frau führe auch dazu, dass in der Queerszene nur noch über Rassismus, nicht aber über Sexismus gesprochen werde. Weiterhin spreche sich Butler nicht gegen die Frauenunterdrückung in der islamischen Welt aus, obwohl Butler selbst das Recht der gleichgeschlechtlichen Ehe wahrnehme – welches dort nicht existiere; im Gegenteil sei Butlers Interesse auf die Verteidigung des Islamismus vor Kritik gerichtet. Ein Satz Butlers wie dieser zur Verteidigung der Burka als Bollwerk der islamischen Kultur gegen die westliche Moderne: „Die Burka symbolisiert, dass eine Frau bescheiden ist und ihrer Familie verbunden; aber auch dass sie nicht von der Massenkultur ausgebeutet wird und stolz auf ihre Familie und Gemeinschaft ist“, wird Butler von Schwarzer deswegen kritisch vorgehalten.
Die Prosa in Butlers Frühwerk gilt als schwierig. Martha Nussbaums Essay The Professor of Parody in The New Republic zielte ebenso auf Butlers Prosa und kritisiert anhand eines verhüllenden, unspezifischen Sprachstils Butlers Denken insgesamt als Ausdruck einer Philosophie der Ausweglosigkeit. Paula-Irene Villa verteidigt Butlers Stil als Ausdruck Butlers Vielseitigkeit und umfassenden Bildung. Butler sei zudem im deutschen Sprachraum vor allem als Feministin bekannt, was der Breite von Butlers Werks wie auch wichtiger Unterschiede im feministischen Diskurs in den Vereinigten Staaten wie in Deutschland nicht gerecht werde.

## Auszeichnungen und Kontroversen
Judith Butler wurde mit mehreren Ehrendoktorwürden ausgezeichnet, unter anderem vom Grinnell College in Iowa 2008, der Université Paris-Diderot 2011, der Université Bordeaux und der Universidad de Alicante 2012.
2008 erhielt Butler den mit 1,5 Millionen USD dotierten Distinguished Achievement Award der Andrew-W.-Mellon-Stiftung für die Bereicherung des intellektuellen Lebens des US-amerikanischen Volkes durch Butlers Werk. Der Preis ehrt die Beiträge der ausgewählten Forscher in den Humanwissenschaften und ist dafür bestimmt, ihre Forschungs- und Lehrbedingungen zu verbessern.
Im Juni 2010 sollte Butler beim Christopher Street Day (CSD) in Berlin ein Preis für Zivilcourage überreicht werden. Nach der Laudatio von Renate Künast lehnte Butler diese Auszeichnung überraschend ab, die Veranstaltung sei Butler zu kommerziell ausgerichtet und richte sich im Gegensatz etwa zum Berliner Transgenialen CSD nicht genügend gegen Probleme wie Rassismus und mehrfache Diskriminierung von beispielsweise queeren Migranten. Butler warf in der Folge einzelnen Gruppen und CSD-Organisatoren in Berlin vor, den Kampf gegen Homophobie als Kampf gegen andere Minderheiten zu führen.

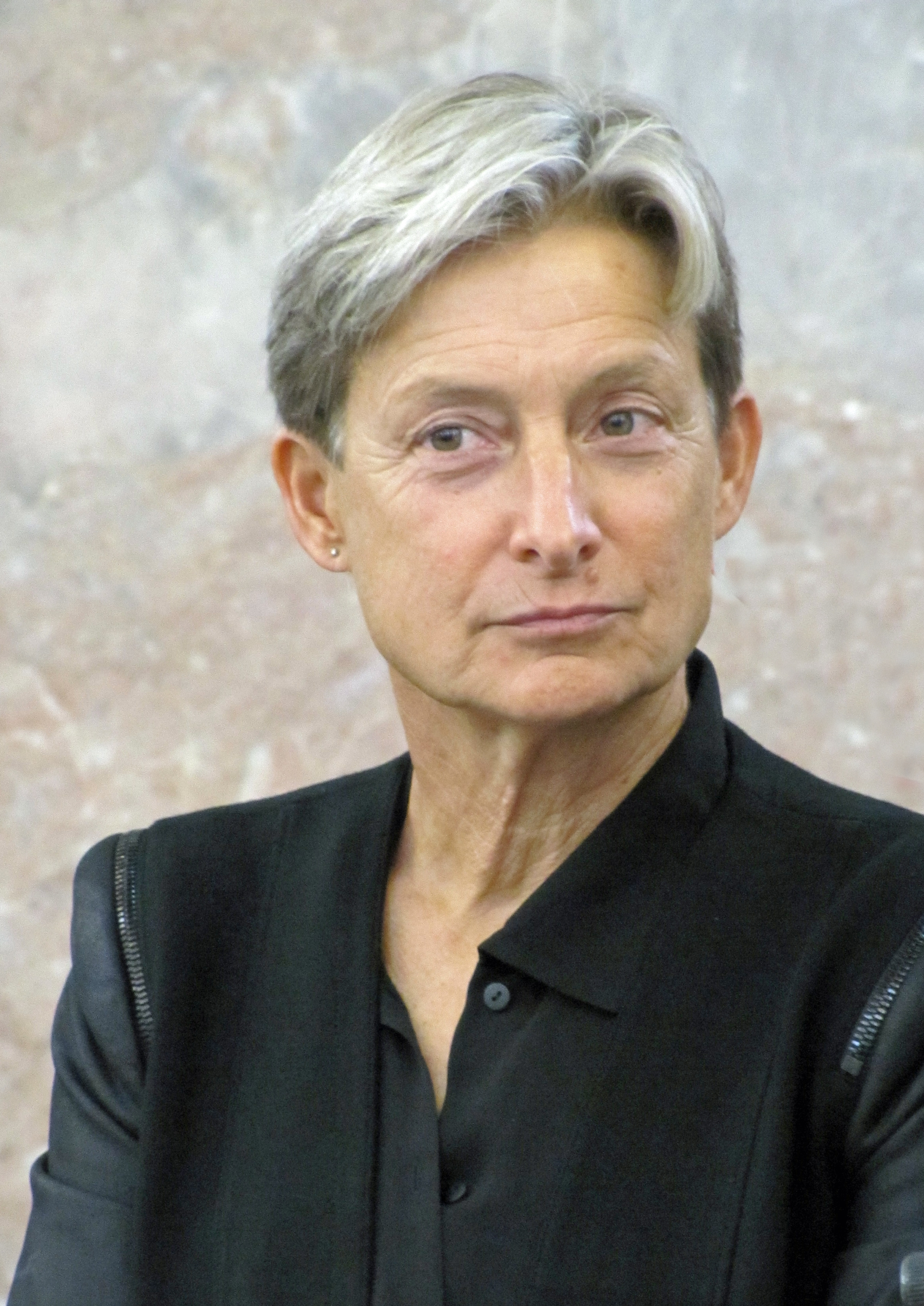
Judith Butler bei der Verleihung des Theodor-W.-Adorno-Preises in Frankfurt am Main (2012)

2012 erhielt Butler als erste Frau den seit 1977 bestehenden Theodor-W.-Adorno-Preis der Stadt Frankfurt am Main. Nachdem Butlers Nominierung bekannt geworden war, veröffentlichte die Jerusalem Post einen Artikel mit bekannten Vorwürfen gegen Butler und Kritik an der Preisverleihung. Dabei ging es auch um Butlers Äußerungen bei einem teach-in an der Universität Berkeley 2006, wo Butler die antisemitischen Terrororganisationen Hamas und Hisbollah der „globalen Linken“ zugeordnet und als „soziale Bewegungen“ bezeichnet hatte, die „progressiv“ seien, Butlers Unterstützung der BDS-Kampagne wird als Delegitimation des Staates Israel kritisiert. Auch Stephan J. Kramer, der Generalsekretär des Zentralrats der Juden in Deutschland, und andere protestierten scharf gegen die Frankfurter Verleihung. Butler reagierte auf die Kritik mit Stellungnahmen in der Zeit, der Frankfurter Rundschau und der taz. Als Wissenschaftlerin vertrete Butler „radikal ethische Positionen auf der Grundlage des jüdischen philosophischen Denkens“. Butlers tatsächliche Position werde verleumdet, weil man sich weigere, „kritische Sichtweisen zu erörtern, ihre Gültigkeit zu diskutieren, ihre Belege zu prüfen und zu einer vernünftig begründeten Schlussfolgerung zu kommen“.
2007 wurde Butler in die American Philosophical Society und 2015 in die British Academy aufgenommen. Im Juni 2016 hatte Butler die Albertus-Magnus-Professur der Universität zu Köln inne. 2019 wurde Butler in die American Academy of Arts and Sciences gewählt. Zudem gehört sie zum Internationalen Wissenschaftlichen Beirat vom Institut für Sozialforschung in Frankfurt am Main.
Der Sozialwissenschaftler Samuel Salzborn bewertet mehrere Aussagen Butlers als antisemitisch. So schrieb Butler im Buch Am Scheideweg: Judentum und die Kritik am Zionismus, in Israel gebe es „rassistische Formen des Staatsbürgerrechts“ und seine Existenz basiere auf einem „eifernden, unhaltbaren und verderblichen Kolonialismus, der sich selbst Demokratie“ nenne. Bei einem Vortrag in Barcelona sprach Butler von der „Apartheid in Palestine“. Damit lösche Butler, so Salzborn, Israel sprachlich aus und nehme vorweg, „was die antisemitischen Bewegungen Hamas und Hisbollah als zentrales Ziel verfolgen: die Zerstörung Israels und damit die Vernichtung“ aller Juden. Zudem gebe es, so Salzborn, in Israel im Gegensatz zum rassistischen Südafrika keine ethnisch diskriminierende Staatsangehörigkeitsregelung. Diese antisemitischen Äußerungen legitimiere Butler identitätspolitisch durch den Hinweis auf Butlers Herkunft.
2017 wurde an einem Foto Butlers eine symbolische Hexenverbrennung vollzogen. Religiöse Aktivisten aus Sao Paulo, Brasilien protestierten auf diese Weise gegen eine von Judith Butler mit organisierte Veranstaltung an der SESC und gegen Butlers Positionen in Genderfragen.
Im Mai 2018 verfasste eine Gruppe von einflussreichen Geisteswissenschaftlern um Butler, die als Hauptunterzeichnerin fungierte, einen nicht öffentlichen Brief an die Leitung der NYU. Anlass dieses Schreibens war ein laufendes Verfahren gegen die mit Butler befreundete New Yorker Germanistikprofessorin Avital Ronell wegen sexueller Belästigung, sexueller Übergriffe und Stalking zum Nachteil ihres 32 Jahre jüngeren homosexuellen Doktoranden Nimrod Reitman. Ronell wurde in diesem Verfahren 2018 für schuldig befunden, zeitweilig von der Universität suspendiert und darf seither nur noch unter Aufsicht mit Studierenden arbeiten. In dem Brief diffamierten Butler und ihre Mitstreiter das Opfer der Übergriffe als Urheber einer „bösartigen Kampagne“ gegen Ronell und forderten die Einstellung des Verfahrens, was sie unter anderem mit Ronells wissenschaftlicher Reputation und ihrem hohen Ansehen in akademischen Kreisen begründeten. Nachdem der Brief bekannt geworden war und Ronell schuldig gesprochen wurde, distanzierte sich Butler von dem Schreiben und entschuldigte sich öffentlich für die Beteiligung daran. Professor James J. Marino aus Cleveland startete im Nachgang eine Petition mit dem Ziel Judith Butler als Präsidentin der Modern Language Association (MLA) abzusetzen.
2021 wurde Butler der Premi Internacional Catalunya für den Beitrag zur Transformation des Feminismus verliehen. 2022 verlieh die Nationale Autonome Universität von Mexiko (UNAM) Butler die Ehrendoktorwürde.

## Schriften
- Subjects of Desire: Hegelian Reflections in Twentieth Century France. Dissertation. Columbia University Press, New York 1987; veröffentlicht als: Recovery and Invention: The Projects of Desire in Hegel, Kojève, Hyppolite, and Sartre. Columbia University Press, New York 1987, ISBN 0-231-06451-9.
- Das Unbehagen der Geschlechter. Suhrkamp, Frankfurt am Main 1993 (= Edition Suhrkamp. Band 1722); neuere Auflage: 2003, ISBN 3-518-12433-1.
  - original: Gender Trouble: Feminism and the Subversion of Identity. Routledge, New York u. a. 1990, ISBN 0-415-90042-5.
- Körper von Gewicht: Die diskursiven Grenzen des Geschlechts. Berlin 1995, ISBN 3-8270-0152-8.
  - original: Bodies that matter. Routledge, New York 1993, ISBN 0-415-90365-3.
- Haß spricht: Zur Politik des Performativen. Berlin-Verlag, Berlin 1998, ISBN 3-8270-0166-8.
  - original: Excitable Speech: A Politics of the performance. 1997.
- mit Slavoj Žižek und Ernesto Laclau: Kontingenz – Hegemonie – Universalität: Aktuelle Dialoge zur Linken. Turia Kant, Wien/Berlin 2013, ISBN 978-3-85132-720-5.
  - original: Contingency, Hegemony, Universality: Contemporary Dialogues on the Left. Verso, London 2000.
- Antigones Verlangen: Verwandtschaft zwischen Leben und Tod. Suhrkamp, Frankfurt am Main 2001, ISBN 3-518-12187-1.
  - original: Antigone's Claim: Kinship Between Life and Death. ISBN 0-231-11895-3.
- Psyche der Macht: Das Subjekt der Unterwerfung. Suhrkamp, Frankfurt am Main 2002, ISBN 3-518-11744-0.
  - original: The Psychic Life of Power: Theories in Subjection. 1997. ISBN 0-8047-2812-7.
- Kritik der ethischen Gewalt. Adorno-Vorlesungen 2002. Suhrkamp, Frankfurt am Main 2003, ISBN 3-518-58361-1.
  - die erweiterte Ausgabe 2007 ist die Übersetzung der englischen Originalausgabe Giving an Account of Oneself, Fordham 2005.
- Gefährdetes Leben: Politische Essays. Suhrkamp, Frankfurt am Main 2005, ISBN 3-518-12393-9.
  - original: Precarious Life: The Powers of Mourning and Violence. Verso, London/New York 2004, ISBN 1-84467-005-8.
- mit Gayatri Spivak: Sprache, Politik, Zugehörigkeit. diaphanes, Zürich, Berlin 2007, ISBN 978-3-03734-013-4.
- Frames of War: When Is Life Grievable? Verso, London/New York City 2009, ISBN 978-1-84467-333-9.
- Krieg und Affekt. Diaphanes, Zürich, Berlin 2009, ISBN 978-3-03734-079-0.
- Die Macht der Geschlechternormen und die Grenzen des Menschlichen. Suhrkamp, Frankfurt am Main 2009, ISBN 978-3-518-58505-4 (original: Undoing Gender 2004).
- Raster des Krieges. Campus, Frankfurt am Main 2010, ISBN 978-3-593-39155-7.
- Kritik, Dissens, Disziplinarität. Diaphanes, Zürich 2011, ISBN 978-3-03734-145-2.
- Am Scheideweg: Judentum und die Kritik am Zionismus. Campus, Frankfurt am Main 2013, ISBN 978-3-593-39946-1.
  - original: Parting Ways. Jewishness and the Critique of Zionism. Columbia University Press, NY 2012, ISBN 978-0-231-14610-4.
- mit Athena Athanasiou: Die Macht der Enteigneten: Das Performative im Politischen. diaphanes, Zürich/Berlin 2014, ISBN 978-3-03734-428-6.
  - original: Dispossession: The Performative in the Political. Polity Press, Cambridge 2013, ISBN 978-0-7456-5381-5.
- Politik des Todestriebs: Der Fall Todesstrafe. Sigmund-Freud-Vorlesung 2014 (Political Vocation of the Death Drive. The Case of Death Penalty wurde für die Sigmund-Freud-Vorlesung 2014 in Wien verfasst) Turia Kant, Wien/Berlin 2014. ISBN 978-3-85132-760-1.
- Anmerkungen zu einer performativen Theorie der Versammlung. Suhrkamp, Berlin 2016, ISBN 978-3-518-58696-9.[87]
  - original: Notes Toward a Performative Theory of Assembly. 2015, ISBN 978-0-674-96775-5.
- Wenn die Geste zum Ereignis wird (Vortragstext für die Konferenz Theater Performance Philosophy an der Sorbonne, Paris 2014). Turia + Kant, Wien/Berlin 2019, ISBN 978-3-85132-927-8.
- Die Macht der Gewaltlosigkeit. Über das Ethische im Politischen. Suhrkamp, Berlin 2020, ISBN 978-3-518-58755-3.
  - original: The Force of Nonviolence: An Ethico-Political Bind. Verso, London/New York 2020, ISBN 978-1-78873-276-5.
- Sinn und Sinnlichkeit des Subjekts. Übers. v. Johannes Kleinbeck, Oliver Precht, Kianush Ruf und Hannah Schurian. Turia & Kant, Wien 2021, ISBN 978-3-9851401-2-1.
  - original: Senses of the Subject. Fordham University Press, New York 2015, ISBN 978-0-8232-6467-4.
- Marx ökologisch. Pariser Marxlektüren, Übers. v. Kianush Ruf, Passagen Verlag, Wien 2021, ISBN 978-3-7092-0447-4.
- Who's Afraid of Gender?, Farrar, Straus and Giroux, New York 2024.

## Videolectures
- Quién le canta al estado- nación. Internationale Buchmesse Buenos Aires. (Feria Internacional del Libro). Buenos Aires, Argentinien, 30. April 2009.
- Cohabitation, Universality and Remembrance. Birkbeck, University of London, London, 24. Mai 2010 (Audio).
- What Shall We Do Without Exile? American University. Kairo. Vorlesung. 89 Minuten, 7. November 2010.
- Politik des Todestriebes. Der Fall der Todesstrafe, Universität Wien, Sigmund-Freud-Vorlesung, Wien, 6. Mai 2014.
- Wrong-Doing, Truth-Telling, European Graduate School (EGS), Saas-Fee, 2014.
- Distinctions on Violence and Nonviolence, European Graduate School, Saas-Fee, 12. August 2016.
- Gender in Translation. Beyond Monolingualism, European Graduate School (EGS), Valletta, 12. Oktober 2018.

## Dokumentarfilme
- Paule Zadjermann: Judith Butler, Philosophin der Gender. 2006 (Arte auf Youtube).
- Paule Zadjermann: Judith Butler: Philosophical Encounters of the Third Kind. 2007 (englisch; DVD, 52 Minuten).